# Негровец (гора)
Не́гровец — гора в Украинских Карпатах, в массиве Внутренние Горганы. Расположена в пределах Хустского района Закарпатской области, северо-восточнее с. Негровец и восточнее села Синевир.
Высота 1707,3 м (по другим данным — 1712 м). Негровец — высочайшая вершина хребта Пишконя. Подножия и нижние склоны горы покрыты лесами, выше — полонины, местами являются каменные осыпи. Северные и южные склоны крутые.
К востоку расположена гора Ясновец (1600 м), на запад — локальные вершины западной части Пишкони, через которые можно спуститься в долину реки Теребли в село Синевир.
Гора расположена в пределах Национального парка «Синевир».
Ближайшие населенные пункты: с. Негровец, Синевир.